# Peräluoto (udde)
Peräluoto är en udde i Finland. Den ligger i Nådendal i landskapet Egentliga Finland, i den sydvästra delen av landet, 160 km väster om huvudstaden Helsingfors.
Terrängen inåt land är platt. Havet är nära Peräluoto åt sydost.  Närmaste större samhälle är Åbo, 17,2 km öster om Peräluoto. 